# Arthur Owen
Arthur Owen, né le 23 mars 1915 à Lambeth (dans le Grand Londres) et mort le 27 avril 2002 à Vilamoura (Portugal, est un ancien pilote automobile britannique. Il courut sur Cooper, en endurance et en formule 2, dans les années 1950 et au début des années 1960, avant de terminer sa carrière sur Lotus en 1963. Il participa notamment au Grand Prix d'Italie en 1960, sur sa Cooper, mais abandonna peu après le départ. Ce fut son unique apparition en championnat du monde de Formule 1.